# Tillandsia guatemalensis
Tillandsia guatemalensis là một loài thuộc chi Tillandsia. Đây là loài bản địa của México.